# Anglo-Montenegrin
Anglo-Montenegrin, poslovnica malteške tvrtke The Anglo-Montenegrin trading company LTD, sa sjedištem u Podgorici, osnovana novcem engleskih poduzetnika 1902. radi plovidbe i trgovine na Skadarskom jezeru, rijeci Bojani i Crnogorskome primorju (u to vrijeme Bar i Ulcinj).
Obavljala je ova tvrtka redoviti robni i putnički promet po Skadarskom jezeru od 1902. – 1905. godine. S Glavnom upravom Crnogorskog brzojava i pošte na Cetinju imala je tvrtka ugovor o prijevozu i pošte na relaciji Bar-Virpazar-Skadar, te iz Kotora u Skadar i obratno.
Do luka je na ovim linijama, za putnike i robu, bio organiziran prijevoz s omnibusom koji je s Cetinja išao ka Rijeci Crnojevića (grad na Skadarsko jezero|Skadarskom jezeru), te s diližansama iz Ulcinja i Starog Bara do barske luke (Pristan).
U sastavu firme do njene likvidacije saobraćali su brodovi: Danica, Undine, Lastavica, Obod i Galeb a bili su unajmljeni i talijanski brodovi Principe di Piemonte, Mafalda i Jolanda.

## Vanjske poveznice
- O jezerskoj, rječnoj i pomorskoj plovidbi u Kneževini Crnoj Gori[neaktivna poveznica]